# Sarosa subnotata
Sarosa subnotata là một loài bướm đêm thuộc phân họ Arctiinae, họ Erebidae.